# Château de Bouilhonnac
Le château de Bouilhonnac est un château situé à Bouilhonnac, en France.

## Localisation
Le château est situé sur la commune de Bouilhonnac, dans le département français de l'Aude.

## Historique
L'édifice est inscrit au titre des monuments historiques en 1948.

L'Ancien château et sa chapelle sont inscrits au titre des sites naturels depuis 1945.

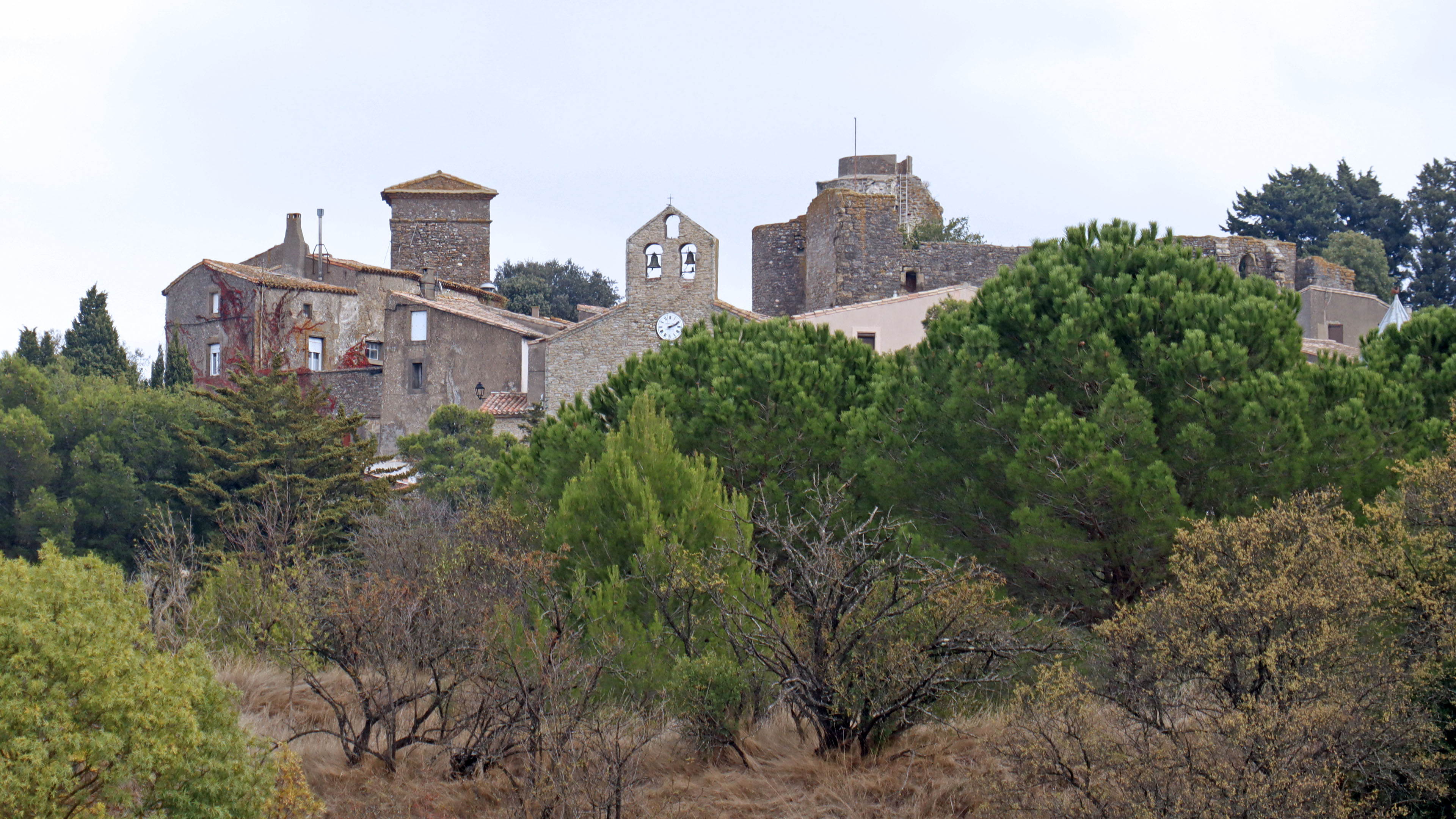
Le château au cœur du village

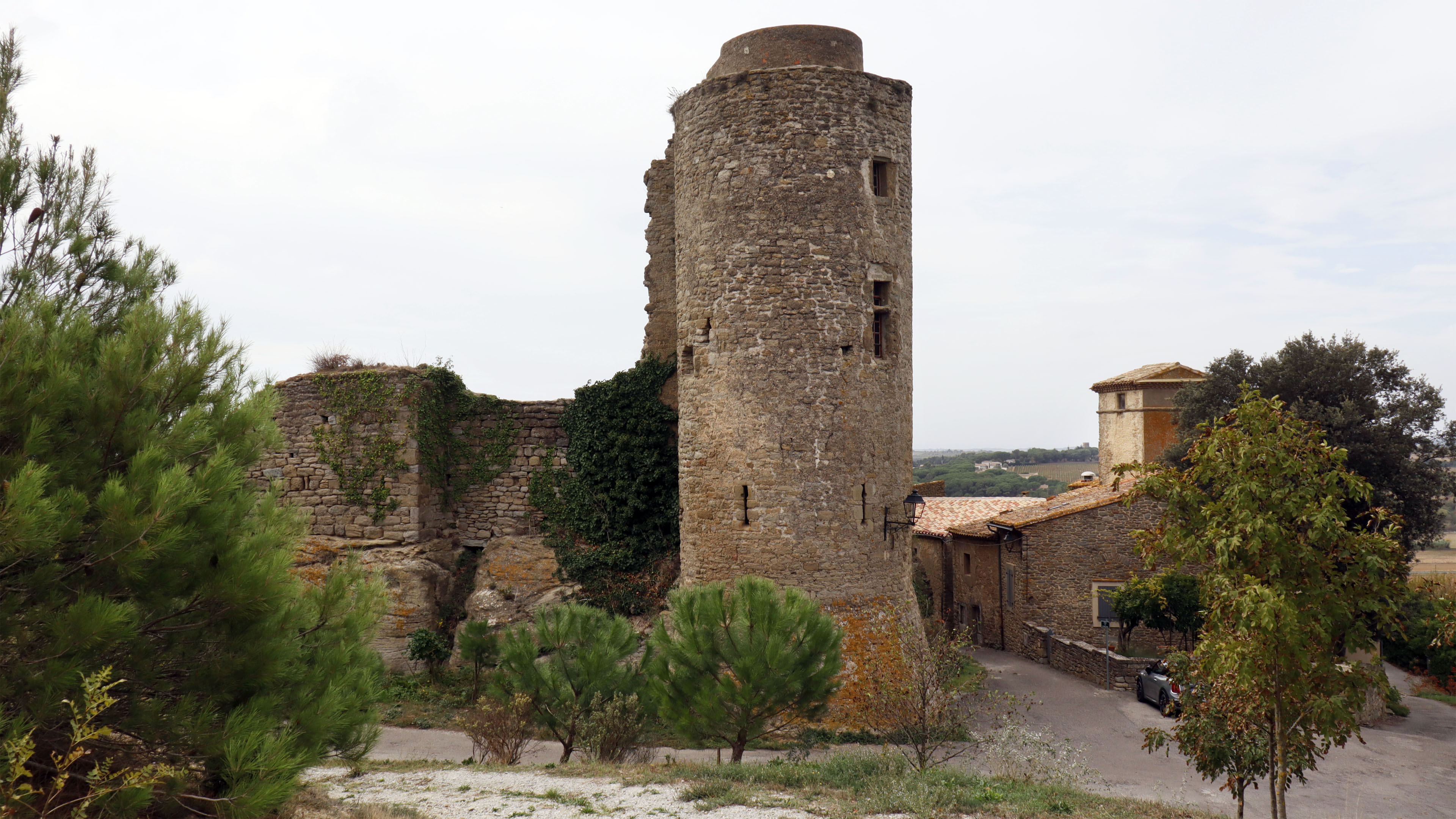
Vue de l'est

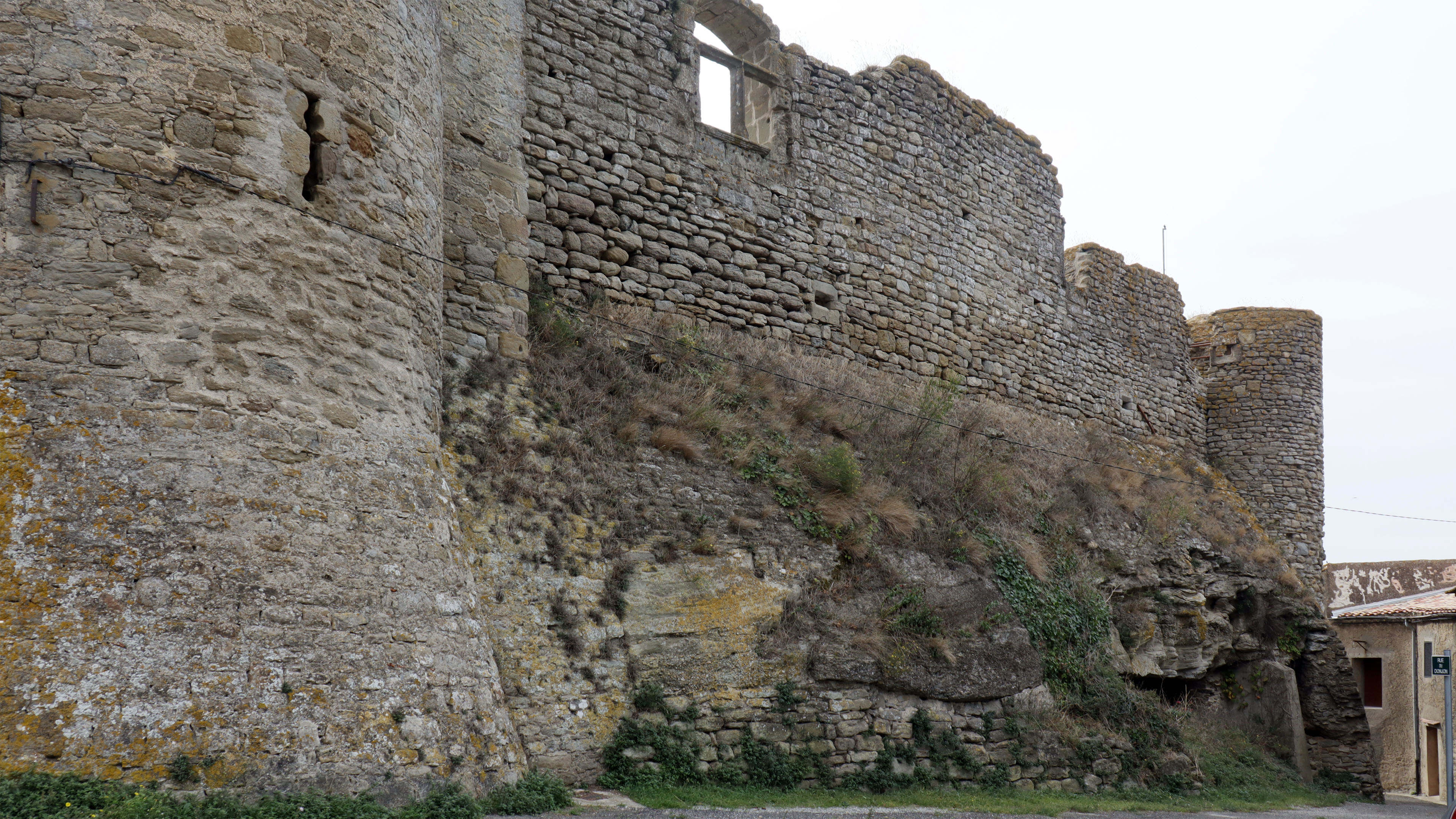
Flanc ouest

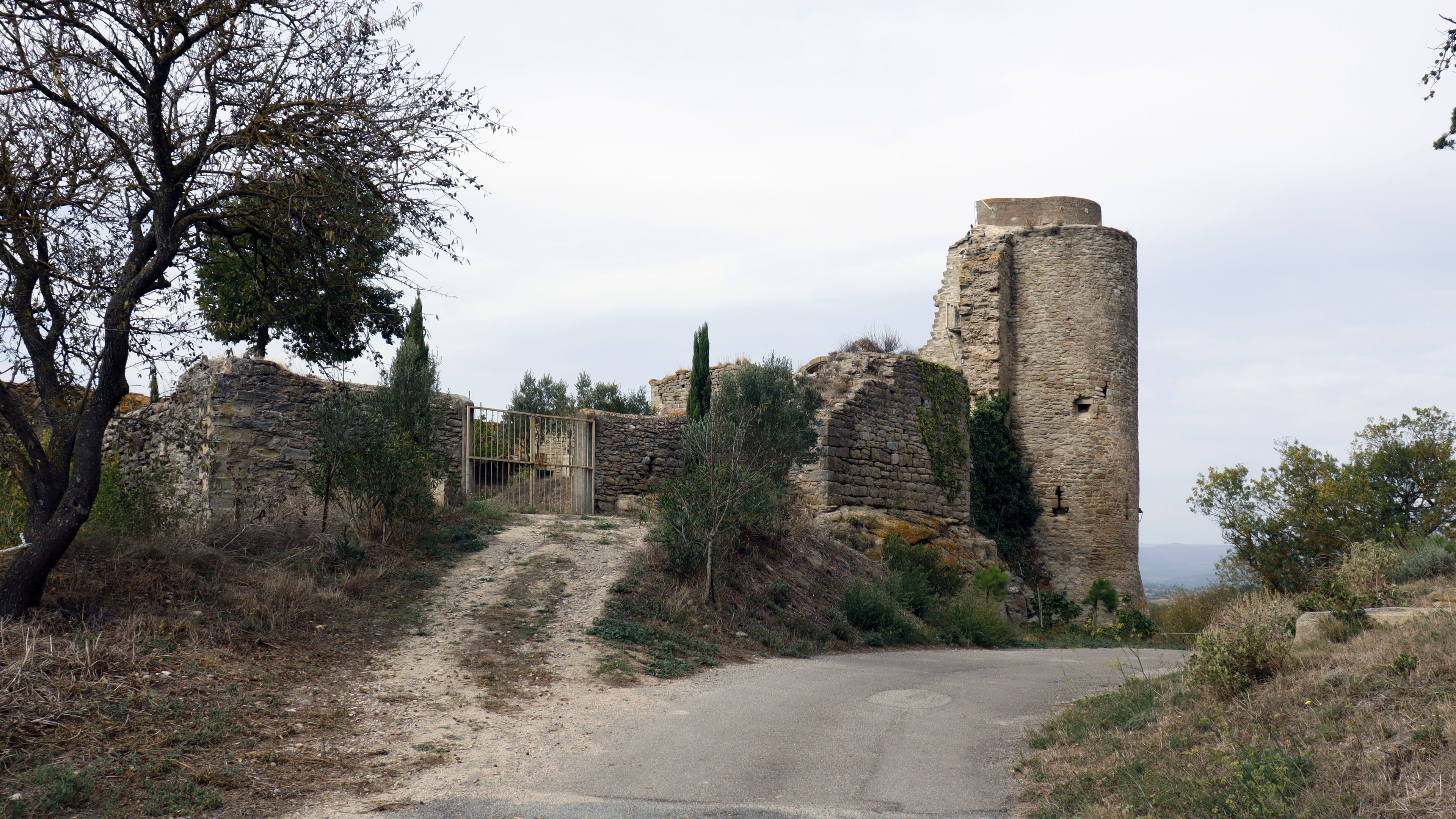
Vue du sud est